# Tempur
Tempur är ett viskoelastiskt skumplastmaterial bestående av polyuretan, utvecklat av NASA's forskning för att minska påfrestningar av G-krafter hos astronauter. Materialet har en så kallad minneseffekt i att det relativt långsamt formar sig men behåller formen vid snabba rörelser.